# 胡淑萍
胡淑萍（1966年—），湖南浏阳人，汉族，中华人民共和国政治人物、第十二届全国人民代表大会江西地区代表。
江西省煤炭集团公司丰城矿务局坪湖煤矿洗煤厂洗煤班班长 专业。加入中国共产党。2013年，担任全国人大代表。